# 1380
L'any 1380 (MCCCLXXX) va ser un any de traspàs que començava en diumenge del calendari julià.

## Esdeveniments
- Carles VI esdevé rei de França
- Felip d'Anglesola esdevé el 8è President de la Diputació del General de Catalunya per al trienni 1380-1383.
- Ferran I de Portugal funda la Companhia das Naus, associació portuguesa per a l'assegurança per a navegants i comerciants marítims.

## Naixements
- 27 de novembre - Medina del Campo (Valladolid, Espanya): Ferran I, rei de la Corona d'Aragó.
- Barcelona: Felip de Malla, 17è President de la Generalitat de Catalunya
- Jaume II d'Urgell, a Balaguer

## Necrològiques
- 16 de setembre, Carles V de França, a Beauté-sur-Marne
- 7 d'octubre - Lleida: Romeu Sescomes, 2n President de la Generalitat de Catalunya
- Felip d'Anglesola, 8è President de la Generalitat de Catalunya.